# Pyhäjärvi (Pyhäjärvi)
Der Pyhäjärvi ist ein See in der finnischen Landschaft Nordösterbotten.
Der See liegt 160 km südlich von Oulu im Süden von Nordösterbotten.
Die gleichnamige Stadt Pyhäjärvi liegt an seinem Ufer.
Der Abfluss über den Fluss Pyhäjoki, der ihn nach Norden zum Bottnischen Meerbusen entwässert, wird reguliert.
Der Wasserspiegel schwankt zwischen 139 und 140 m.
Die Wasserfläche des Pyhäjärvi beträgt 121,8 km².
Die durchschnittliche Wassertiefe liegt bei 6,3 m, die maximale Wassertiefe bei 27 m.
Das Einzugsgebiet inklusive der Seefläche beträgt 676 km².